# 고촌 (이시카와현)
고촌(郷村)은 이시카와현 이시카와군에 설치되었던 촌이다. 현재의 하쿠산시 북부, 노노이치시 북서부에 해당한다.